# Cratere Yablochkina
Yablochkina  è un cratere sulla superficie di Venere. È intitolato all'attrice teatrale sovietica di etnia russa Aleksandra Aleksandrovna Jabločkina (in russo Александра Александровна Яблочкина?).